# Kazu Hiro
Kazu Hiro, all'anagrafe Kazuhiro Tsuji (辻 一弘?) (Kyoto, 26 maggio 1969), è un truccatore e artista visuale giapponese naturalizzato statunitense.

## Biografia
Di origine giapponese, vinse due premi Oscar per il miglior trucco e acconciatura nei film L'ora più buia (2017) e Bombshell - La voce dello scandalo (2019), dopo essere stato candidato altrettante volte per Cambia la tua vita con un click (2006) e Norbit (2007).

## Filmografia parziale
- Sweet Home (1989)
- Rapsodia in agosto (1991)
- Minbō no Onna (1992)
- Se mi amate... (1997)
- Men in Black (1997)
- L'avvocato del diavolo (1997)
- La famiglia del professore matto (2000)[5]
- Life (1999)
- Wild Wild West (1999)
- Il Grinch (2000)
- Planet of the Apes - Il pianeta delle scimmie (2001)
- Men in Black II (2002)
- La casa dei fantasmi (2003)
- Hellboy (2004)
- Blade: Trinity (2004)
- The Ring 2 (2005)
- Cambia la tua vita con un click (2006)
- Norbit (2007)
- Il curioso caso di Benjamin Button (2008)
- Angeli e demoni (2009)
- Transformers - La vendetta del caduto (2009)
- G.I. Joe - La nascita dei Cobra (2009)
- Salt (2010)
- Tron: Legacy (2010)
- Hemingway & Gellhorn (2012)
- Total Recall - Atto di forza (2012)
- Looper (2012)
- Come un tuono (2012)
- L'ora più buia (2017)
- Bombshell - La voce dello scandalo (2019)
- Maestro (2023)